# Japans Grand Prix 1977
Japans Grand Prix 1977 var det sista av 17 lopp ingående i formel 1-VM 1977. Detta var det sista F1-loppet som kördes på Fujibanan innan tävlingen flyttade till Suzukabanan.

## Resultat
1. James Hunt, McLaren-Ford, 9 poäng
2. Carlos Reutemann, Ferrari, 6
3. Patrick Depailler, Tyrrell-Ford, 4
4. Alan Jones, Shadow-Ford, 3
5. Jacques Laffite, Ligier-Matra (varv 72, bränslebrist), 2
6. Riccardo Patrese, Shadow-Ford, 1
7. Hans-Joachim Stuck, Brabham-Alfa Romeo
8. Vittorio Brambilla, Surtees-Ford
9. Kunimitsu Takahashi, Meiritsu Racing Team (Tyrrell-Ford)
10. Jody Scheckter, Wolf-Ford
11. Kazuyoshi Hoshino, Heroes Racing Corporation (Kojima-Ford)
12. Alex Ribeiro, March-Ford

### Förare som bröt loppet
- Gunnar Nilsson, Lotus-Ford (varv 63, växellåda)
- Clay Regazzoni, Ensign-Ford (43, motor)
- John Watson, Brabham-Alfa Romeo (29, växellåda)
- Jochen Mass, McLaren-Ford (28, motor)
- Patrick Tambay, Theodore (Ensign-Ford) (14, motor)
- Ronnie Peterson, Tyrrell-Ford (5, olycka)
- Gilles Villeneuve, Ferrari (5, olycka)
- Jean-Pierre Jarier, Ligier-Matra (3, motor)
- Mario Andretti, Lotus-Ford (1, kollision)
- Noritake Takahara, Kojima-Ford (1, kollision)
- Hans Binder, Surtees-Ford (1, kollision)